# Asian Women's Sevens Championship 2004
El Asian Women's Sevens Championship (Campeonato Femenino de rugby 7 de Asia) de 2004 fue la quinta edición del torneo femenino de rugby 7 de la confederación asiática.

## Posiciones

### Grupo A
| Equipo     | Encuentros | Encuentros | Encuentros | Encuentros | Tantos  | Tantos    | Tantos     | Puntos |
| Equipo     | jugados    | ganados    | empatados  | perdidos   | a favor | en contra | diferencia | Puntos |
| ---------- | ---------- | ---------- | ---------- | ---------- | ------- | --------- | ---------- | ------ |
| Kazajistán | 3          | 3          | 0          | 0          | 87      | 0         | +87        | 9      |
| Singapur   | 3          | 2          | 0          | 1          | 42      | 65        | -23        | 7      |
| Taiwán     | 3          | 1          | 0          | 2          | 50      | 54        | -4         | 5      |
| Uzbekistán | 3          | 0          | 0          | 3          | 33      | 90        | -57        | 3      |

### Grupo B
| Equipo        | Encuentros | Encuentros | Encuentros | Encuentros | Tantos  | Tantos    | Tantos     | Puntos |
| Equipo        | jugados    | ganados    | empatados  | perdidos   | a favor | en contra | diferencia | Puntos |
| ------------- | ---------- | ---------- | ---------- | ---------- | ------- | --------- | ---------- | ------ |
| Golfo Pérsico | 3          | 2          | 0          | 1          | 34      | 37        | -3         | 7      |
| Hong Kong     | 3          | 2          | 0          | 1          | 46      | 24        | +22        | 7      |
| Kirguistán    | 3          | 1          | 0          | 2          | 35      | 47        | -12        | 5      |
| Kazajistán B  | 3          | 1          | 0          | 2          | 46      | 58        | -12        | 5      |

### Copa de Oro
|  | Semifinales   | Semifinales   | Semifinales |          |            | Copa          | Copa          | Copa         |  |
|  |               |               |             |          |            |               |               |              |  |
|  |               |               |             |          |            |               |               |              |  |
|  | Kazajistán    | Kazajistán    | 20          |          |            |               |               |              |  |
|  | Kazajistán    | Kazajistán    | 20          |          |            |               |               |              |  |
|  | Hong Kong     | Hong Kong     | 5           |          |            |               |               |              |  |
|  | Hong Kong     | Hong Kong     | 5           |          | Kazajistán | Kazajistán    | 45            |              |  |
|  |               |               |             |          | Kazajistán | Kazajistán    | 45            |              |  |
|  |               |               | Singapur    | Singapur | 5          |               |               |              |  |
|  | Singapur      | Singapur      | Singapur    | Singapur | 5          | 26            |               |              |  |
|  | Singapur      | Singapur      |             |          |            | 26            |               |              |  |
|  | Golfo Pérsico | Golfo Pérsico | 7           |          |            | Tercer lugar  | Tercer lugar  | Tercer lugar |  |
|  | Golfo Pérsico | Golfo Pérsico | 7           |          |            | Tercer lugar  | Tercer lugar  | Tercer lugar |  |
|  |               |               |             |          |            |               |               |              |  |
|  |               |               |             |          |            | Golfo Pérsico | Golfo Pérsico | 19           |  |
|  |               |               |             |          |            | Golfo Pérsico | Golfo Pérsico | 19           |  |
|  |               |               |             |          |            | Hong Kong     | Hong Kong     | 36           |  |
|  |               |               |             |          |            | Hong Kong     | Hong Kong     | 36           |  |
|  |               |               |             |          |            |               |               |              |  |

| Bandera de Kazajistán |
| Campeón Kazajistán    |
| Quinto título         |